# Ricardo Luis Maldaner
Ricardo Luis Maldaner (Maravilha, 30 de dezembro de 1975) é um político brasileiro, filiado ao Partido do Movimento Democrático Brasileiro (PMDB).
É filho de Carmelito Henrique Maldaner, ex-prefeito de Modelo, município do estado de Santa Catarina, e que governou a cidade por dois mandatos consecutivos: de 1 de janeiro de 1997 a 31 de dezembro de 2000, e de 1 de janeiro de 2001 a 31 de dezembro de 2004.
Foi prefeito de Modelo de 1 de janeiro de 2013 a 31 de dezembro de 2016, eleito com  1.466 votos (50,24% dos votos válidos). Foi reeleito em 2016 com 1.679 votos (53,85% dos votos válidos) para o mandato de 1 de janeiro de 2017 a 31 de dezembro de 2020.